# Grönalid, Vansbro
Grönalid är en bebyggelse i tätorten Vansbro (men egen tätort 2018)  i Vansbro kommun i Dalarnas län och stadsdel i Vansbro, belägen söder om Västerdalälven.